# Vulgichneumon horstmanni
Vulgichneumon horstmanni är en stekelart som beskrevs av Selfa och Anento 1996. Vulgichneumon horstmanni ingår i släktet Vulgichneumon och familjen brokparasitsteklar. Inga underarter finns listade i Catalogue of Life.